# Imperio selyúcida
El sultanato selyúcida (en persa: آل سلجوق‎, romanizado: Āl-e Saljuq, lit. 'Casa de los Saljuq'), también conocido en Occidente como Imperio selyúcida (a veces Gran imperio selyúcida), fue un Estado musulmán suní túrquico-persa de la Plena Edad Media, originario de la rama Qiniq de los turcos oguz. Llegaron a Anatolia procedentes del Asia Central a finales del siglo X dirigidos por Selyuq, que dio su nombre tanto al sultanato como a la dinastía selyúcida, y entre mediados del siglo XI y finales del siglo XIII, causaron estragos entre bizantinos y árabes, acabaron con el Califato abasí y debilitaron considerablemente al Imperio bizantino con su empuje religioso hacia Occidente. En su mayor extensión, el sultanato selyúcida controlaba una vasta zona que se extendía desde Anatolia occidental y el Levante mediterráneo, en el oeste, hasta la cordillera del Hindú Kush, en el este, y desde Asia Central, en el norte, hasta el golfo Pérsico, en el sur.
El sultanato fue fundado en 1037 por Tugrïl Beg (990-1063) y su hermano Chaghri Beg (989-1060). Desde sus tierras natales cerca del mar de Aral, los selyúcidas avanzaron primero hacia Jorasán y luego entraron la Persia continental. Toğrül fue sucedido por su sobrino Alp Arslan (r. 1063-1072), que fue el verdadero fundador del Imperio selyúcida, con capital en Rayy (actual Teherán). Alp Arslan conquistó Alepo (1070), Armenia y comenzó las incursiones a los territorios orientales del Imperio bizantino. En 1071, venció a las tropas del emperador Romano IV Diógenes (el cual cayó prisionero) en la batalla de Manzikert, que dio inicio al poder turcomano en Anatolia, lo que será el origen del sultanato de Rüm. Esa será una de las razones de la primera cruzada (1095-1099)
El apogeo del imperio se produjo durante el reinado de Malik Shah (r. 1072-1092), gracias en parte al poder ejercido por el visir iraní Nizam al-Mulk, auténtico genio político y militar de la época. Los selyúcidas se persianizaron adoptando el persa como lengua oficial, y siendo muchos los dirigentes persas. Malik Shah gobernó sobre Transoxiana, Kermán, Jerusalén, Damasco y Asia Menor. Los sultanes disponían de un poderoso ejército y una ordenada administración civil (presidida por el diván) y de gran número de funcionarios autóctonos o mamelucos. A través de las fundaciones escolares (madrasas) garantizaban la renovación del sunismo.
Al morir Malik Shah, estalló una guerra civil que acabaría con el imperio. La consideración que los selyúcidas tenían del Estado como patrimonio familiar llevó al sultán a distribuir provincias entre sus familiares, lo que provocará el desmembramiento del Imperio en múltiples sultanatos menores, como los de Kermán (1041-1186), Siria (1078-1117) e Irak (1118-1194), que se debilitaron con rapidez. Jorasán fue la primera región en librarse del poder turco tras una revuelta, mientras que los atabegs —gobernadores locales o regentes de los sultanes— se convertían en soberanos de hecho en Irán, Irak, Siria y la región de Al-Yazira. En Siria y la zona de Kermán (Irán) surgieron varios reinos efímeros a los que tuvo que enfrentarse el ya decadente Estado selyuco. El último sultán de la dinastía fue Toğrül II (r. 1176-1194), que murió guerreando contra los gobernantes independientes de la región de Corasmia. Con la pérdida de las provincias orientales, del antiguo imperio solo quedó el sultanato de Rum en Anatolia, que fue progresivamente declinando, siendo invadido por los mongoles alrededor de 1260. Estos dividieron Anatolia en varios emiratos. Finalmente uno de ellos, el otomano, conquistaría el resto.
Los selyúcidas desempeñaron un papel fundamental en la historia medieval, siendo un tapón que protegió a Europa contra los invasores mongoles del este, y defendió al mundo islámico contra las cruzadas europeas (primera y segunda), uniendo el paisaje político fracturado del mundo islámico oriental. Conquistaron grandes extensiones del Imperio bizantino, que prácticamente desmantelaron, siendo sus sucesores, los turcos osmanlíes, quienes asestaron el golpe de gracia. Altamente persianizados en cultura y lengua, también desempeñaron un papel importante en el desarrollo de la tradición turco-persa, incluso exportando la cultura persa a Anatolia. El asentamiento de tribus turcas en las partes periféricas noroccidentales del imperio, con el estratégico propósito militar de evitar las invasiones de los estados vecinos, condujo a la turquización progresiva de esas zonas.
Los turcos selyúcidas son considerados como los antepasados directos de los turcos suroccidentales, los actuales habitantes de Turquía, Gagauzia, Azerbaiyán y Turkmenistán.

Mayor extensión

## Historia

### Fundación de la dinastía
Los selyúcidas, selchucos o selyuquíes eran en origen un clan de la tribu Qiniq de turcos oguz, asentados al norte del mar de Aral. Hacia el año 985 migraron a Corasmia, cerca de la ciudad de Jend, donde se convirtieron al Islam. Iban dirigidos por un jefe llamado Selyuq ibn Duqaq o Selchuk, del que procede el nombre de la dinastía y que hacía remontar sus orígenes al mítico rey Afrasiab a través de treinta y cuatro generaciones. Selyuq, quien tenía fama de haber servido en el ejército jázaro, se instaló en el curso inferior del río Sir Daria, desde donde hizo incursiones al Irán oriental.
Los selyúcidas se aliaron con los últimos emires samánidas contra los gaznávidas. Los samánidas cayeron ante los carlucos qarajánidas de Transoxiana (992-999), quienes junto con los gaznávidas se repartieron los antiguos dominios samánidas. Los selyucidas se involucraron en la lucha de poder en la región antes de establecer su propia base independiente.
A la muerte de Selyuq Beg, su hijo Isrâîl Beg prosiguió el avance hacia el sur, chocando con el gran sultán Mahmûd, de la dinastía de los gaznavíes, que contuvo el avance selyúcida derrotando y haciendo prisionero a Isrâîl y su hijo Kutalmish Beg. Mahmûd los contuvo, pero no los aniquiló, y a su muerte (1030), aprovechando la crisis sucesoria de los gaznavíes, los nómadas selyúcidas reanudaron su avance con más fuerza.
Mahmūd fue sucedido por su hijo, el débil sultán Masûd I, que intentó detenerlos, pero su ejército, que durante el gobierno de su padre había sido una poderosa fuerza de ataque contra los rajás del norte de la India, se había vuelto lento y pesado frente a la eficaz fuerza de los jinetes-arqueros turcomanos.

### Expansión del sultanato

#### Tugrïl Beg (r. 1037-1063) y Chaghri

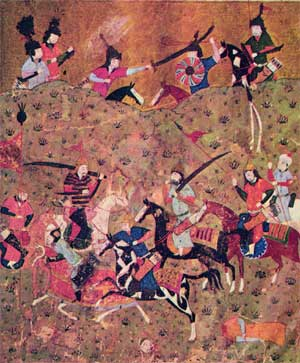
Batalla de Dandanaqan entre gaznávidas y selyúcidas en 1040

Los nietos de Selyuq, Toğrül Beg (r. 1037-1063) y su hermano Chaghrï Beg Dawud, comandaban un gran ejército formado cuando su tío Arslan Isrâîl había sido mercenario de los gaznávidas, y se convirtieron en una amenaza para los territorios del sultán Masûd I. Los selyúcidas comenzaron a saquear las ciudades fronterizas, atacaron Jorasán, cruzaron el río Amu Daria y ocuparon las dos grandes ciudades de Jorasán, Merv y Nishapur (1028 y 1029), donde Toğrül se proclamó emir en 1028. La tribu empezó a hacer incursiones por todo el norte de Irán, ocupando ciudades y exigiendo un rescate por ellas. En 1037 incluso saquearon la capital gaznávida de Gazni. Masûd I resolvió obligarles por la fuerza a abandonar sus territorios.
Pero el 23 de mayo de 1040, en la batalla de Dandanaqan, una ciudad situada entre Merv y Sarajs, un ejército selyúcida de unos 15−20 000 hombres derrotó de forma decisiva al ejército gaznávida de 50 000 hombres de Mas'ud I, obligándole a huir a la India con apenas 100 jinetes y a ceder la mayor parte de sus territorios occidentales —Jorasán, Transoxiana y el norte de la India— estableciendo el que más tarde sería conocido como Imperio selyúcida. Toğrül se proclamó emir y dejó a su hermano Chaghri como regente en Jorasán; después de esa contienda, los gaznavíes se recluyeron en las montañas afganas y en el Panyab.
En 1048-1049, los turcos selyúcidas comandados por Ibrahim Yinal, hermano uterino del Toğrül Bey, hicieron su primera incursión en la región fronteriza bizantina de Iberia y se enfrentaron el 10 de septiembre de 1048 en la batalla de Kapetrou a un ejército combinado bizantino-georgiano de 50 000 hombres. La devastación dejada por esa incursión selyúcida fue descrita por el bizantino, Eustathios Boilas, en 1051/1052, como tierras «asquerosas e inmanejables... habitadas por serpientes, escorpiones y bestias salvajes». El cronista árabe Ibn al-Athir detalló que Ibrahim consiguió 100 000 cautivos y un vasto botín cargado en los lomos de 10 000 camellos.
En 1055, Toğrül capturó la capital Bagdad de los chiitas búyidas ante la solicitud del califa abasí. Los selyúcidas cedieron y compartieron el califato en el año 1055, y el califa, cuyo poder era nominal, le concedió los títulos de sultán y de rey de Oriente y Occidente.  Gobernaban de forma represiva e intolerante con las diferentes ideas y religiones que gobernaban el califato, al que sumieron en una decadencia definitiva.
En 1057 Ibrahim inicio una revuelta, apoyado por los fatimíes, contra su hermanastro el sultán Toğrül para derrocarlo. Esa rebelión fue sofocada en 1059, saldándose con el estrangulamiento de Ibrahim y el matrimonio de Toğrül con una de las hijas del califa Al-Qa'im lo que estrechó su dominio sobre el califato.

#### Alp Arslan (r. 1063-1072)

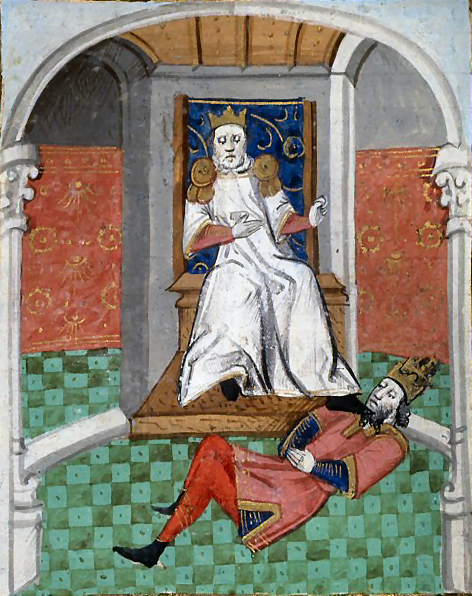
Alp Arslan humillando a Romano IV Diógenes tras la batalla de Manzikert (Boccace, De Casibus - BNF, manuscrito Francais 232)

Toğrül fue sucedido, por su sobrino Alp Arslan (r. 1063-1072), hijo de Chaghri Beg, que fue el verdadero fundador del Imperio selyúcida, con capital en Rayy (actual Teherán). El sultán Alp Arslan expandió significativamente las posesiones selyúcidas añadiendo Armenia y Georgia en 1064, iniciando las incursiones en los territorios orientales del Imperio bizantino en 1068 y conquistando Alepo (1070). En 1071, venció en la batalla de Manzikert a las tropas del emperador Romano IV Diógenes (el cual cayó prisionero) y neutralizó efectivamente la resistencia bizantina a la invasión turca de la península. Eso dio inicio al poder turcomano en Anatolia, aunque los georgianos fueron capaces de recuperarse de la invasión de Alp Arslan asegurando el thema de Iberia.
La retirada bizantina de Anatolia llevó al reino de Georgia a un contacto más directo con los selyúcidas. En 1073, los emires selyúcidas de Ganyá, Dvin y Dmanisi, invadieron Georgia y fueron derrotados por Jorge II de Georgia, quien tomó con éxito la fortaleza de Kars. Un ataque de represalia por parte del emir selyúcida Ahmad derrotó a los georgianos en Kvelistsikhe.
Alp Arslan autorizó a sus generales tribales turcomanos a establecer sus propios emiratos o principados (denominados beyliks", beylicato en la antigua Anatolia bizantina, como atabegs leales a él. En dos años los turcomanos habían llevado el territorio bajo su control hasta el mar Egeo bajo numerosos beylicatos. Los beyes de esas regiones conquistadas, semi independizados de Alp Arslan, recibieron en 1077 al selyúcida Suleyman Beg, hijo de Kutalmish Beg (que había luchado sin éxito contra su primo Alp Arslan por el trono selyúcida). Suleyman, con el apoyo de estos  beys, se proclamará sultán independiente y constituiría desde ese momento una rama aparte de la dinastía selyúcida, llamada selyúcidas de Rum, y su territorio se llamará sultanato de Rüm (por Rum en lengua árabe, 'romano', el nombre con el que los musulmanes designaban en general a los bizantinos y a su territorio).<

#### Malik Shah I (r. 1072-1092)

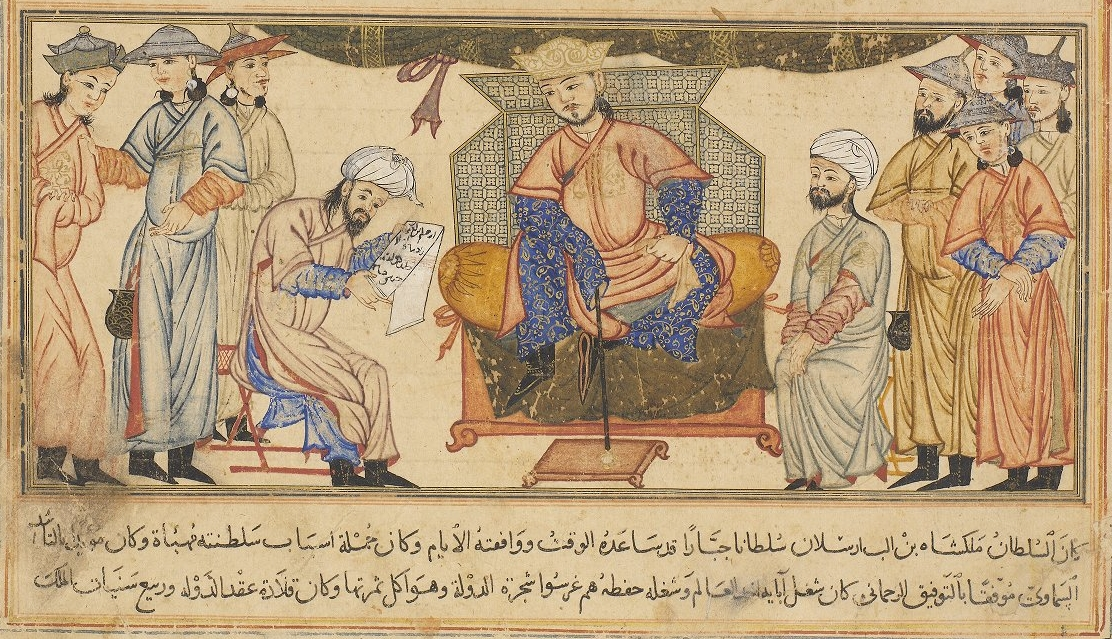
Coronación de Malik Shah I (esta pintura es del libro de Rashid al-Din Jami 'al-Tawarikh, literalmente 'Compendio de las Crónicas', pero a menudo referido como La Historia Universal o Historia del Mundo), publicado en Tabriz, Persia, 1307)

El apogeo del imperio se produjo durante el reinado de su hijo y sucesor Malik Shah (r. 1072-1092) y sus dos visires persas, Nizām al-Mulk —auténtico genio político y militar de la época— y Tāj al-Mulk, y tanto los qarajánidas como los gaznávidas tuvieron que reconocer el señorío de los selyúcidas. El dominio se estableció sobre los antiguos dominios sasánidas, en Irán, Irak y el moderno Afganistán, y se expandió en varias direcciones, hasta la antigua frontera iraní de los días anteriores a la invasión árabe, de modo que pronto limitó con China en el este y con los bizantinos en el oeste, gobernando sobre Transoxiana, Kermán, Jerusalén, Damasco y Asia Menor.
Malik Shāh I trasladó la capital real a Isfahán y durante su reinado fue cuando el gran sultanato selyúcida alcanzó su cénit, siendo considerado como la edad de oro de los «grandes selyúcidas».
El gobierno selyúcida se inspiraba en la organización tribal común a los nómadas turcos y mongoles y se asemejaba a una «federación familiar» o «estado apelativo». Bajo esa organización, el miembro principal de la familia suprema asignaba a los miembros de la familia partes de sus dominios como gobernantes autónomos. Pero bajo Malik los selyúcidas se iranizaron desde los primeros momentos de su imperio, adoptando el persa como lengua oficial, y siendo muchos los dirigentes persas. Los sultanes disponían de un poderoso ejército, con el sistema de apoyo de la Iqtá, y una ordenada administración civil (presidida por el diván) y de gran número de funcionarios autóctonos o mamelucos. A través de las fundaciones escolares (madrasas) garantizaban la renovación del sunnismo. La Universidad Nizāmīyyah de Bagdad fue establecida por el visir Nizām al-Mulk
Sin embargo, en el reinado de Malik Shah I los asesinos (hashshashin) de Hassan-i Sabbāh empezaron a convertirse en una fuerza y asesinaron a muchas figuras destacadas de su administración; según muchas fuentes entre las víctimas estaría el mismo visir Nizām al-Mulk.
A partir de 1079-1080, Georgia fue presionada para que se sometiera a Malik Shah a fin de garantizar la paz al precio de pagar un tributo anual.

### Fragmentación del sultanato

#### Barkyaruk (r. 1094-1105)

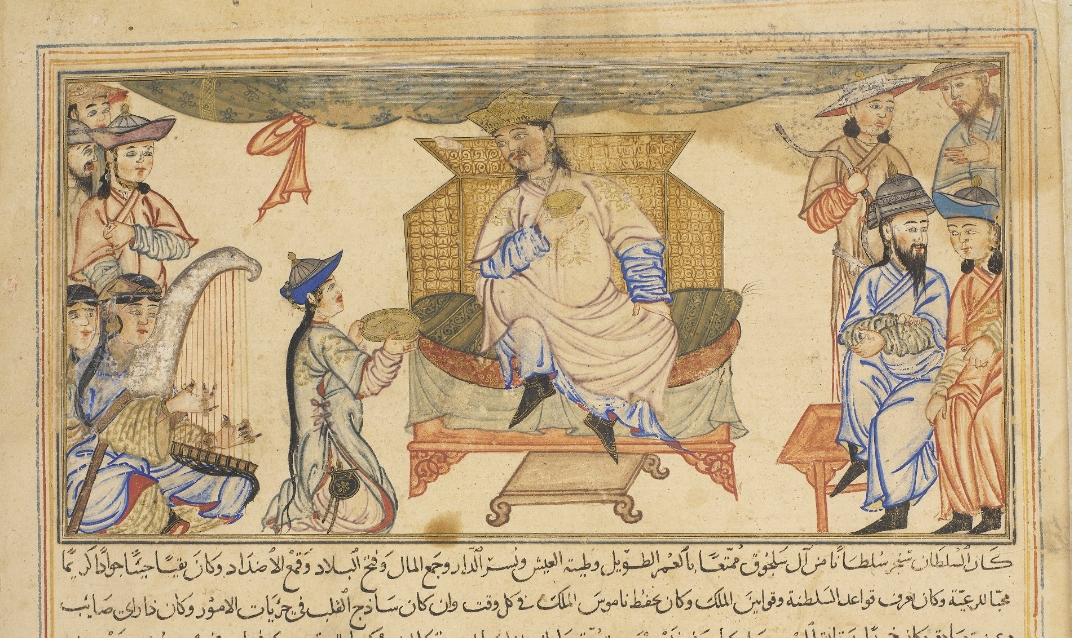
Coronación de Ahmad Sanjar (esta pintura es del libro de Rashid al-Din Jami 'al-Tawarikh, literalmente 'Compendio de las Crónicas', pero a menudo referido como La Historia Universal o Historia del Mundo), publicado en Tabriz, Persia, 1307)

Después de la muerte de Malik Shah I en 1092, el imperio selyúcida cayó en la anarquía al disputárselo su hermano y sus cuatro hijos. La viuda Turkan Khatun disponía del tesoro y tenía por tanto un cierto control sobre el gobierno, e hizo proclamar sultán en Bagdad a Mahmud ibn Malik-Shah, de solo 4 años. Taj-al-Mulk, consejero de Turkan Khatun, no pudo eliminar a la clientela armada de los otros hijos de Malik-Shah y los nizamidas cogieron a Barkyaruk, el hermano mayor, que contaba entonces 11-12 años y estaba en Isfahán, y lo llevaron a su centro principal, Rayy, donde le proclamaron sultán; otros pretendientes al trono fueron Ismail ibn Yaqut, tío materno de Barkyaruq y primo de Malik Shah, que alegaba la tradicional preeminencia del miembro de mayor edad de la familia; Tutush I, hermano de Malik Shah y feudatario de Siria, que ocupaba Damasco y Alepo, y que le disputó Persia, aunque fue derrotado y muerto cerca de Rayy (26 de febrero de 1095); y otro hermano de Malik Shah, Arslan Arghun, feudatario en el Jorasán.
Barkyaruk tuvo que luchar contra la revuelta de varios de sus familiares y el resto del reinado de Berkyaruk se desarrolló luchando contra sus hermanos. Las posesiones selyúcidas se dividieron definitivamente en tres estados: el sultanato de Persia, de Barkyaruk y sus hermanos; los reinos de Alepo y de Damasco, de Radwan y Duqaq, los hijos de Tutush I, que también se enfrentaron entre sí, dividiendo aun más Siria entre emires antagónicos; y el sultanato de Rum en Anatolia, de Kilij Arslan I, hijo de Suleiman I ibn Kutalmish
El 1096/1097, Barkyaruk atribuyó a su tío Muizz al-Din Ahmad Sanjar el gobierno del Jorasán con residencia principal en Merv. Ahmad Sanjar era todavía joven, probablemente entre 10 y 12 años y fue enviado después de la revuelta abortada y la muerte de Arslan Arghun ibn Alp Arslan, y solo era un gobernador que ostentaba el título de malik (según las monedas).

##### Primera cruzada (1095-1099)
Durante la primera cruzada (1095-1099), los fraccionados estados de los selyúcidas estaban más preocupados en consolidar sus propios territorios y obtener el control de sus vecinos que por cooperar contra los cruzados. La cruzada popular que llegó en 1096 fue derrotada fácilmente, pero no pudieron detener el progreso del ejército de la cruzada de los Príncipes, que en su marcha hacia Jerusalén (Al-Quds) tomó importantes ciudades como Nicea (İznik), Iconio (Konya), Cesarea Mazaca (Kayseri) y Antioquía (Antakya). En 1099 los cruzados finalmente capturaron Tierra Santa y establecieron los primeros estados cruzados. Los selyúcidas ya habían perdido Palestina a manos del Califato fatimí, que la habían recuperado justo antes de su captura por los cruzados.

#### Ahmad Sanjar (r. 1118-1153)
Berkyaruk murió en febrero/marzo de 1105 a los 25 años. Su hijo Malik Shah II todavía un niño (4 o 5 años) era el sucesor designado (r. 1104-1105) y fue proclamado en Bagdad por el atabeg Amir Ayaz y el visir Sad al-Mulk Abu l-Muhasim. No se pudo sostener y fue eliminado por su tío Muhammad Tapar (r. 1105-1118) que lo hizo matar junto con su atabeg (1105). Después de años de guerra fratricida, se convirtió en el único gobernante de Irak, Siria y Persia occidental y restauró temporalmente la autoridad. Proclamó la yihad contra los cruzados en 1111. En la primavera de 1115, marchó hacia el centro de Siria a la cabeza de un poderoso ejército. Frente a la coalición de príncipes de Siria francos (Antioquía, Jerusalén, Trípoli) y musulmanes (Alepo, Damasco), el ejército selyúcida se retiró después de unos meses. Su muerte en 1118 volvió a dividir a los selyúcida.
Su sucesor en Jorasán y en Transoxiana era su hermano menor Ahmad Sanjar (r. 1118-1153); su sucesor en Irak y Fars y sultán era su hijo Mahmud II (r. 1118-1131), de 14 años. Al principio del reinado de Mahmud II, su rey vasallo Garshasp II, que había sido el favorito de su padre Muhammad I, cayó en desgracia e hizo que Mahmud enviara una fuerza militar a Yazd, siendo arrestado Garshasp y encarcelado en Jibal, mientras su reino era concedido al copero real. Garshasp, que era cuñado de Ahmad Sanjar, logró escapar e instó a Ahmad a invadir los dominios de Mahmud en Persia central y le dio información sobre cómo combatir a Mahmud. Ahmad aceptó y avanzó con un ejército hacia el oeste en 1119, donde junto con cinco reyes —el propio Garshasp II, los emires de Sistan y de Corasma y otros dos sin nombre— derrotaron a Mahmud en Saveh. Después de salir victorioso, Ahmad restauró los dominios de Garshasp II. Ahmad procedió entonces hasta Bagdad, y obligó a a Mahmud a reconocerle como sultán y a casarse con una de sus hijas y a cederle territorios estratégicos en el norte de Persia. Sanjar le hizo a cambio su heredero. Mahmud murió en 1131, cuando tenía 26 años. Su muerte fue seguida por una guerra civil entre su hijo Dawud y sus hermanos Mas'ud, Suleiman-Shah y Toghrul II. Su otro hijo, Alp Arslan ibn Mahmud, gobernaba Mosul con Zengi como atabeg.
En otras partes del territorio nominal selyúcida estaban los artúquidas, en el noreste de Siria y el norte de Mesopotamia; controlaron Jerusalén hasta 1098. La dinastía Danisméndida fundó un estado en el este de Anatolia y el norte de Siria, disputándose la tierra con el sultanato de Rum, y Kerbogha ejerció su independencia como atabeg de Mosul.
El comandante selyúcida Ilghazi se dirigió en 1121 hacia el norte, hacia Georgia, y con unos efectivos que supuestamente ascendían a 250−350 000, incluidos los hombres dirigidos por su yerno Sadaqah y por el sultán Malik de Ganyá, invadió el reino de Georgia. David IV de Georgia reunió a 40 000 guerreros georgianos, incluyendo 5000 guardias mona-spa, 15 000 kipchaks, 300 alanos y 100 cruzados franceses para luchar contra el vasto ejército de Ilghazi. La batalla de Didgori se libró el 12 de agosto de 1121 entre los ejércitos del reino de Georgia y del sultanato selyúcida. Los selyúcidas fueron derrotados y huyeron del campo de batalla, siendo atropellados por la caballería georgiana durante varios días. La batalla ayudó a los estados cruzados, que habían estado bajo la presión de los ejércitos de Ilghazi. El debilitamiento del principal enemigo de los principados latinos fue beneficioso para el reino de Jerusalén bajo el rey Balduino II.
Ahmad Sanjar luchó para contener las revueltas de los karajánidas en Transoxiana, de los guríes en Afganistán y de los qarluks en el Kirguistán moderno, así como la invasión nómada de los kara-kitais en el este. El creciente kanato de Kara-kitai había derrotado primero a los karajánidas del este, y luego siguió aplastando a las tropas de los karajánidas del oeste, que eran vasallos de los selyúcidas en Khodjent. Los karajaníes recurrieron a sus señores selyúcidas para pedir ayuda, a lo que Sanjar respondió liderando personalmente un ejército contra los Kara-Kitai. Sin embargo, el ejército de Sanjar fue derrotado decisivamente el 9 de septiembre de 1141 por la hueste de Yelu Dashi en la batalla de Qatwan. Aunque Sanjar logró escapar con vida, muchos de sus parientes cercanos, incluida su esposa, fueron llevados cautivos. Como resultado del fracaso de Sanjar para hacer frente a la amenaza invasora del este, el sultanato selyúcida perdió todas sus provincias orientales hasta el río Sir Daria, y el vasallaje de los karajánidas occidentales fue usurpado por los Kara-Kitai, también conocido como el Liao occidental en la historiografía china.

##### Segunda cruzada (1144-1148)
Durante este tiempo el conflicto con los estados cruzados también fue intermitente, y después de la primera cruzada los atabegs, cada vez más independientes, se aliaban frecuentemente con los estados cruzados contra otros atabegs, ya que competían entre sí por el territorio. En Mosul, Zengi sucedió a Kerbogha como atabeg y comenzó con éxito el proceso de consolidación de los atabegs de Siria. En 1144, Zengi capturó Edesa, ya que el condado de Edesa se había aliado con los artuquíes en su contra. Este acontecimiento desencadenó el inicio de la segunda cruzada (1144-1148). Nur al-Din, uno de los hijos de Zengi que le sucedió como atabeg de Alepo, estableció una alianza en la región para oponerse a la segunda cruzada, que desembarcó en 1147.

### Declive

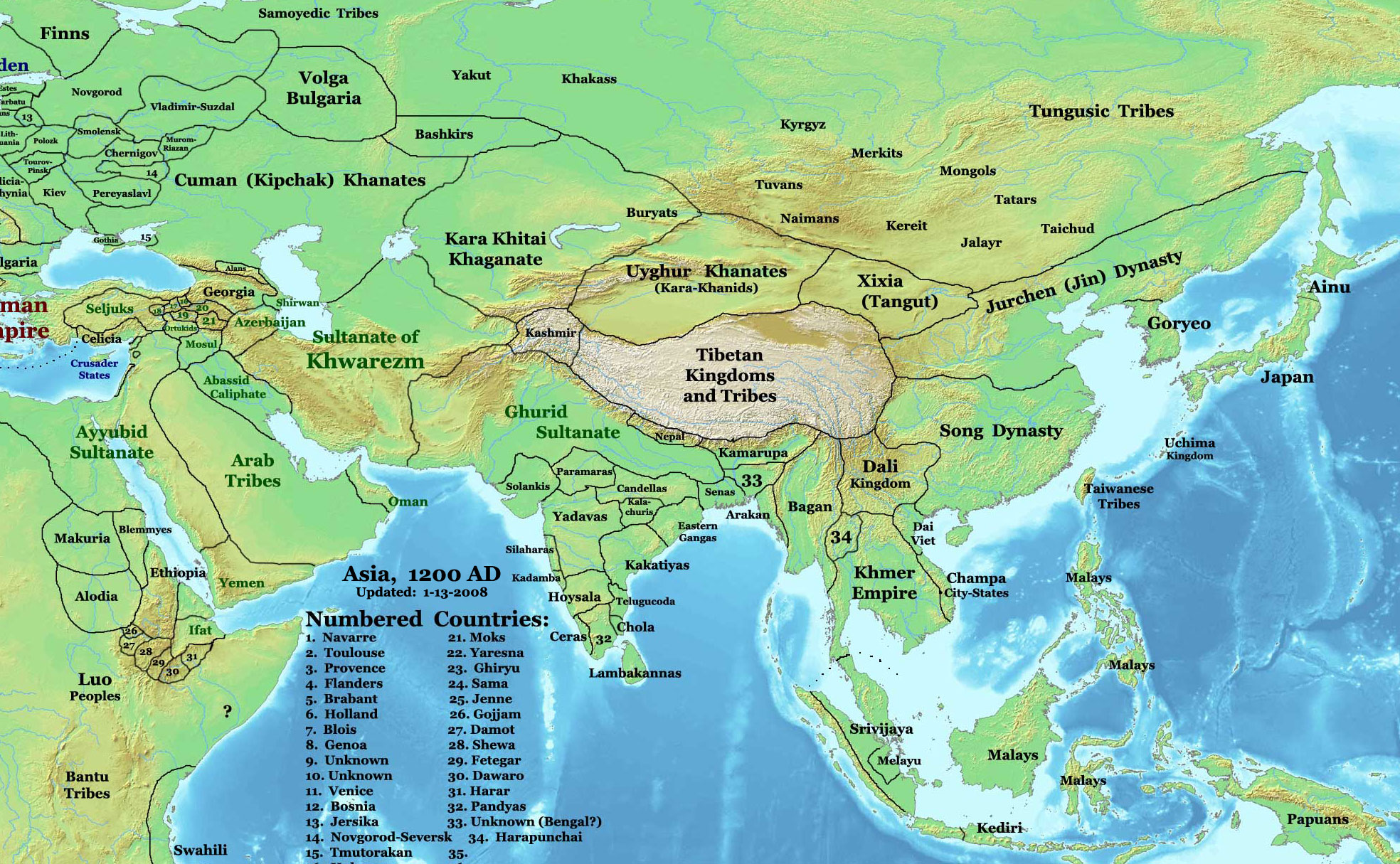
Asia central hacia 1200

En 1153, los turcos oguz se rebelaron y capturaron a Sanjar; sin embargo, consiguió escapar después de tres años pero murió un año después. Algunos atabegs, como los zanguíes y los artúquidas, estaban solo nominalmente bajo el sultán selyúcida, y generalmente controlaban Siria de forma independiente. Cuando Ahmad Sanjar murió en 1157, el sultanato se fracturó aun más y convirtió a los atabegs en efectivamente independientes;
- selyúcidas de Jorasán, en Jorasán y Transoxiana, con capital en Merv;
- selyúcidas kermaníes;
- sultanato de Rum (o selyúcidas de Anatolia), con capital en Iznik (Nicaea) y luego en Konya (Iconium);
- atabeglik salgúrida en Irán;
- atabeglik eldiguzida (atabeg de Azerbaiyán)[46][47] en Irak y Azerbaiyán, con capital en Nakhchivan (1136-1175), Hamadán (1176-1186) y Tabriz (1187-1225);[48]
- atabeglik de Bori en Siria, con capital en Damasco;
- atabeglik de Zangi en Al Jazeera (norte de Mesopotamia), con capital en Mosul;
- beylicatos turcomanos: danisméndidas, artúquidas, saltúquidas y mengujéquidas en Asia menor.

#### Conquista por Jorasmia y los ayubíes
Luego de la segunda cruzada, un general del sultán sirio Nur ad-Din llamado Shirkuh (de origen kurdo), que se había establecido en Egipto en tierras del califato fatimí tras ser enviado por su señor para proteger a los fatimíes de los cruzados, fue sucedido por su sobrino Salah al-Din Yusuf (llamado en Occidente Saladino), el cual fue nombrado protector del decadente califato fatimí. En 1171, Saladino derrocó al último califa fatimí y se proclamó sultán de Egipto, con el beneplácito del califa abasí. Al mismo tiempo, Saladino se rebeló contra Nur al-Din y, a su muerte, se casó con su viuda capturó la mayor parte de Siria y creó la dinastía ayubí.
En otros frentes, el reino de Georgia comenzó a convertirse en una potencia regional y extendió sus fronteras a expensas del gran sultanato selyúcida. Lo mismo ocurrió durante el resurgimiento del reino armenio de Cilicia bajo el reinado de León II de Armenia en Anatolia. El califa abasí An-Násir también comenzó a reafirmar la autoridad del califa y se alió con el sah corasmio Tekish.
Durante un breve período, Togrul III fue sultán de todos los selyúcidas excepto de Anatolia. En 1194, sin embargo, Togrul fue derrotado y muerto por Tekish, el sah del Imperio corasmio, y el sultanato selyúcida finalmente se derrumbó. Del antiguo imperio, solo quedó el sultanato de Rum en Anatolia.
A medida que la dinastía declinaba a mediados del siglo XIII, los mongoles invadieron Anatolia en la década de 1260 y la dividieron en pequeños emiratos llamados beylicatos de Anatolia. Con el tiempo, uno de ellos, el otomano, se elevaría al poder y conquistaría al resto.